# دمیترو بوهچوف
دمیترو بوهچوف (اوکراینی: Дмитро Іванович Богачов؛ ۲۵ اوت ۱۹۹۲ – ۲۲ اکتبر ۲۰۲۴) بازیکن فوتبال اهل اوکراین بود.
وی در تیم ملی فوتبال زیر ۲۰ سال اوکراین سابقه بازی کردن دارد.